# Andrzej Wasilewicz
Andrzej Wasilewicz (ur. 10 marca 1951 w Białogardzie, zm. 13 grudnia 2016 w Nowym Jorku) – polski aktor teatralny i filmowy, reżyser i producent filmowy.

## Życiorys
Absolwent PWST w Warszawie z 1975. W latach 1975–1980 występował na deskach Teatru Powszechnego w Warszawie. Od lat 80. XX wieku mieszkał w USA. Studiował reżyserię na Uniwersytecie Columbia. Był również autorem filmów dokumentalnych i programów telewizyjnych produkowanych dla Polonii. Działał także jako pieśniarz, stworzył ponad 200 ballad. Zmarł 13 grudnia 2016 roku w szpitalu w Long Island. Cierpiał na chorobę Parkinsona.
Miał córkę, Nicole Wasilewicz.

## Filmografia
- 1970: Portfel jako milicjant legitymujący Kwiatkowskiego na ulicy
- 1971: Niebieskie jak Morze Czarne jako sędzia na meczu ping-ponga
- 1971: Kardiogram jako milicjant
- 1973: Droga jako Zenek Adamiec, narzeczony Ani (odc. 5)
- 1974: Nie ma mocnych jako Zenek Adamiec, narzeczony Ani
- 1975: Trzecia granica jako Andrzej Bukowian
- 1977: Sprawa Gorgonowej jako policjant pilnujący Gorgonową podczas procesu w Krakowie
- 1977: Kochaj albo rzuć jako Zenek Adamiec, mąż Ani
- 1977: Dziewczyna i chłopak jako trener Tomka (odc. 1)
- 1978: Znaków szczególnych brak jako Maciej Grybas
- 1978: Zielona ziemia jako Leon Piecuch
- 1978: Bilet powrotny jako gość na weselu Antoniny i Pierre'a
- 1979: Wolne chwile jako Mikołaj, przewodniczący uczelnianej rady kultury
- 1979: Racławice. 1794 jako Obsada aktorska
- 1979: Aria dla atlety jako Abs
- 1980: Wizja lokalna 1901 jako nauczyciel Gardo
- 1980: Miś jako odprowadzający matkę na lotnisko
- 1980: Dom jako palacz w pociągu jadącym do Warszawy (odc. 1)
- 1980: Alicja jako gangster
- 1981: Najdłuższa wojna nowoczesnej Europy jako przedstawiciel ludności niemieckiej w Poznaniu u majora Drose (odc. 13)
- 1997: Szczęśliwego Nowego Jorku jako "klient" z sekatorem